# Karlova Ves (district de Rakovník)
Pour les articles homonymes, voir Karlova Ves.
Karlova Ves (en allemand : Karlsdorf) est une commune du district de Rakovník, dans la région de Bohême-Centrale, en Tchéquie. Sa population s'élevait à 135 habitants en 2020.

## Géographie
Karlova Ves se trouve à 16 km au sud-est de Rakovník et à 43 km à l'ouest-sud-ouest de Prague.
La commune est limitée par Branov au nord, par Roztoky à l'est, par Broumy et Skryje au sud, et par Hřebečníky à l'ouest.

## Histoire
La première mention écrite de la localité date de 1828.